# Resolució 1597 del Consell de Seguretat de les Nacions Unides
La Resolució 1597 del Consell de Seguretat de les Nacions Unides fou adoptada per unanimitat el 20 d'abril de 2005. Després de recordar les resolucions 827 (1993), 1166 (1998), 1329 (2003), 1411 (2002), 1431 (2002), 1481 (2003), 1503 (2003) i 1534 (2004), el Consell va modificar l'estatut del Tribunal Penal Internacional per a l'antiga Iugoslàvia (TPIY) per permetre la reelecció dels jutges temporals.
El Consell de Seguretat havia rebut una nova llista de candidats per als magistrats temporals al TPIAI, i el termini per a les candidatures s'havia prorrogat fins al 31 de març de 2005, i el Secretari General de les Nacions Unides demanava un nou extensió. Uns 27 jutges elegits per l'Assemblea General de les Nacions Unides, el mandat dels quals vencia l'11 de juny de 2005, podien ser reelegits i, en virtut del Capítol VII de la Carta de les Nacions Unides, l'estatut es va modificar en conseqüència.